# Papilio pilumnus
Papilio pilumnus is een vlinder uit de familie van de pages (Papilionidae). De wetenschappelijke naam van de soort is voor het eerst geldig gepubliceerd in 1836 door Jean Baptiste Boisduval.

## Kenmerken
Deze opvallende vlinder heeft felgele kleuren en lange staarten aan de achtervleugels.

## Verspreiding en leefgebied
Deze vlindersoort komt voor in Mexico en Guatemala.